# José Oyarzabal (remero)
José Oyarzabal (13 de febrero de 1970) es un deportista francés que compitió en remo. Ganó tres medallas en el Campeonato Mundial de Remo entre los años 1990 y 1992.

## Palmarés internacional
| Campeonato Mundial | Campeonato Mundial   | Campeonato Mundial | Campeonato Mundial        |
| Año                | Lugar                | Medalla            | Prueba                    |
| ------------------ | -------------------- | ------------------ | ------------------------- |
| 1990               | Tasmania (Australia) | Medalla de plata   | Cuatro sin timonel ligero |
| 1991               | Viena (Austria)      | Medalla de plata   | Ocho con timonel ligero   |
| 1992               | Montreal (Canadá)    | Medalla de bronce  | Cuatro sin timonel ligero |